# Finsch' aratinga
Finsch' aratinga (Psittacara finschi; synoniem: Aratinga finschi) is een vogel uit de familie Psittacidae (papegaaien van Afrika en de Nieuwe Wereld). Deze vogel is genoemd naar de Duitse ornitholoog Friedrich Hermann Otto Finsch.

## Verspreiding en leefgebied
Deze soort komt voor van Nicaragua tot Panama.

## Status
De grootte van de populatie is in 2019 geschat op 0,5-5 miljoen volwassen vogels. Op de Rode lijst van de IUCN heeft deze soort de status niet bedreigd.